# جون لينهان (كرة سلة)
جون لينهان (بالإنجليزية: John Linehan)‏ مواليد 1 مايو 1978 في تشيستر، هو مدرب كرة سلة أمريكي ولاعب سابق. بدأ مسيرته الاحترافية في سنة 2002. يبلغ طوله 5 قدم 9 بوصة (1.8 م). اعتزل اللعب في 2013.

## المسيرة الاحترافية
لعب مع ستراسبورغ أي جي في الدوري الفرنسي في سنة 2006، ثم لعب مع نانسي باسكت في موسم 2006–2007، ثم لعب مع شوليه باسكت في الدوري الفرنسي في موسم 2009–2010، ثم لعب مع نانسي باسكت من سنة 2010 إلى 2013.

## روابط خارجية
- جون لينهان على موقع الدوري الأوروبي لكرة السلة (الإنجليزية)
- جون لينهان على موقع كرة السلة الأوروبية.كوم (الإنجليزية)
- جون لينهان على موقع كلية كرة السلة في سبورتس رفرنس.كوم (الإنجليزية)
- جون لينهان على موقع ريلجم (الإنجليزية)
- جون لينهان على موقع بروبوليرز (الإنجليزية)
- جون لينهان على موقع سبورتس رفرنس (الإنجليزية)
- جون لينهان على موقع سبورتس رفرنس (الإنجليزية)